# Bank Spółdzielczy w Łososinie Dolnej
Bank Spółdzielczy w Łososinie Dolnej – bank spółdzielczy z siedzibą w Łososinie Dolnej, powiecie nowosądeckim, województwie małopolskim, w Polsce. Bank zrzeszony jest w Grupie Banku Polskiej Spółdzielczości S.A..

## Historia
W grudniu 1899 powstała Spółka Oszczędności i Pożyczek z nieograniczoną poręką w Tęgoborzy, która miała za zadanie stanowić konkurencję dla lichwiarskich pożyczek.
24 kwietnia 1949 połączyła się ona ze Spółdzielnią z nieograniczoną odpowiedzialnością w Jakubowicach (obecnie Łososina Dolna). Od 1950 instytucja działała pod nazwą Gminna Kasa Spółdzielcza, a od 1961 jako Spółdzielnia Oszczędnościowo-Pożyczkowa. W 1975 przyjęto obecną nazwę.
W 1994 bank zrzeszył się w Małopolskim Banku Regionalnym w Krakowie, a w 2002 w Banku Polskiej Spółdzielczości S.A..

## Władze
W skład zarządu banku wchodzą:
- prezes zarządu
- 2 wiceprezesów zarządu.

Czynności nadzoru banku sprawuje 5-osobowa rada nadzorcza.

## Placówki
- centrala w Łososinie Dolnej
- punkt obsługi klienta w Tęgoborzy